# ヴァッレ・アグリーコラ
ヴァッレ・アグリーコラ（伊: Valle Agricola）は、イタリア共和国カンパニア州カゼルタ県にある、人口約730人の基礎自治体（コムーネ）。

## 地理

### 位置・広がり

#### 隣接コムーネ
隣接するコムーネは以下の通り。
- レティーノ
- プラータ・サンニータ
- ラヴィスカニーナ
- サン・グレゴーリオ・マテーゼ
- サンタンジェロ・ダリーフェ

### 気候分類・地震分類
ヴァッレ・アグリーコラにおけるイタリアの気候分類 (it) および度日は、zona E, 2349 GGである。
また、イタリアの地震リスク階級 (it) では、zona 2 (sismicità media) に分類される。